# Conny Torstensson
Conny Torstensson (Lofta, 1949. augusztus 28. –)  svéd válogatott labdarúgó.

## Pályafutása

### A válogatottban
1972 és 1979 között 40 alkalommal szerepelt a svéd válogatottban és 7 gólt szerzett. Részt vett az 1974-es és az 1978-as világbajnokságon.

## Sikerei, díjai
Åtvidaberg FF
- Svéd bajnok (2): 1972, 1973
- Svéd kupa (2): 1970, 1971

Bayern München
- Német bajnok (1): 1973–74
- BEK-győztes (3): 1973–74, 1974–75, 1975–76
- Interkontinentális kupagyőztes (1): 1976
- UEFA-szuperkupa (1): 1976